# Lajčo Budanović
Lajčo Budanović (pravim imenom Ljudevit) (Bajmak, 27. ožujka 1873. – Subotica, 16. ožujka 1958.). Dalji je ujak Bele Durancija.

## Životopis
Rodio se u Bajmaku, 27. ožujka 1873. godine u uglednoj hrvatskoj bunjevačkoj obitelji. Unuk je preporoditelja bačkih Hrvata Đene Dulića.
Osnovno školovanje je imao u rodnom Bajmaku, a srednje škole je pohađao u Subotici i Kaloči.
U potonjoj je studirao bogoslovlje, a u istom gradu je zaređen za svećenika 24. lipnja 1897. godine. 
Prvotno je službovao kao kapelan u Santovu, Kaćmaru, Subotici, Novom Sadu, Somboru i Baji. Potom službuje kao župnik (to je postao 26. srpnja 1912.) u Beregu te od 12. siječnja 1920. u župi sv. Terezije u Subotici. 
Vatikan ga 10. veljače 1923. imenuje apostolskim administratorom za novoosnovanu Bačku (taj status mu je bio oduzet za drugog svjetskog rata, a ponovno imenovanje je dobio 13. lipnja 1946.).
Četiri godine poslije, 12. veljače 1927., imenovan je za naslovnog biskupa cisamskog, a posvećen je za biskupa par mjeseca poslije, 1. svibnja.
1936. su u odboru za proslavu 250. obljetnice dolaska jedne grupe Bunjevca i preuzimanja vlasti u Subotici bili Blaško Rajić, Ivan Malagurski Tanar, Miroslav Mažgon, Petar Pekić, dr Mihovil Katanec, Albe Šokčić, Ivan Kujundžić, Kata Taupert i drugi. Inicijator i pokrovitelj akcije bio je Lajčo Budanović.
1939. od Vatikana dobiva prava rezidencijalnoga biskupa.
Pored zanesenjačkog rada kojeg je pokazao kao svećenik, isti žar je pokazao kao prosvjetitelj i spisatelj.
Poduzeo je gradnje brojnih crkava. Dosta je radio s vjernicima laicima.
Dao je izgraditi sjemenište Paulinum.
Bio je agilni sljedbenik hrvatskih preporodnih ideja biskupa Ivana Antunovića.
Osnovao je brojne institucije i organizacije, a uspostavio je 26. lipnja 1933. i svoju Zadužbinu, radi stvaranja materijalno-novčarske osnovice za rad hrvatskim ustanovama i udrugama. Istu Zadužbinu je Budanović utemeljio crkveno-pravno 1941., no rat i poraće u komunizmu (nacionalizacija) su omele registriranje te Zadužbine na civilnom pravnom području, tako da je valjano utemeljena samo za crkveno-pravno područje. Među njegovim željama je bila i ta da sljednici ove Zadužbine, čim to bude moguće, ostvare utemeljenje i na civilnom pravnom području.
Lajčo Budanović je 14. siječnja 1934. osnovao Subotičku Maticu, vjersko-kulturnu ustanovu, u kojoj je, i oko nje, sva hrvatska društva (Katolički krug, Momačko kolo) povezao i udružio, radi čuvanja i održavanja narodnog i vjerskog identiteta Hrvata u Subotici i Bačkoj.
Bio je podupirateljem, novčano i moralno, Subotičke Danice, Subotičkih novina / Hrvatskih novina, Klasja naših ravni...
Planirao je 1941. otvoriti hrvatsku klasičnu gimnaziju u Subotici.
Smatra ga se "ocem" subotičke biskupije, iako je umro prije osnivanja iste 1968. godine.
Umro je u Subotici 16. ožujka 1958., a tijelo mu je pokopano u subotičkoj katedrali.

## Počasti
Njemu u čast se u Maloj Bosni zove Hrvatska udruga kulture "Lajčo Budanović".

## Djela
Najznačajnija su mu djela molitvenici "Velika Slava Božja" i "Mala Slava Božja u molitvama i pismama". Za reizdanja njegovog molitvenika "Slava Božja" iz 1902., msgr. Stjepan Beretić je 2003. dobio Antušovu nagradu.
Suautor djela Codex Bachiensis, objavljeno nakon što je Budanović bio sazvao Sinodu Bačke dijeceze 1936. u Subotici.

## Djela o njemu
- Međunarodni znanstveni skup: "Razgovor prigodni o biskupu Lajči Budanoviću" od 14. i 15. listopada 2003. u Subotici
- Josip Temunović, Zadužbina biskupa Budanovića, 2002.
- Josip Temunović, Zbornik o životu i djelu biskupa Lajče Budanovića, 2004. (urednik izdanja)
- Josip Temunović, Bilježnica za povijest bunjevačkih i šokačkih Hrvata, 2009.

## Vanjske poveznice
- Croatica Christiana Periodica, br. 56/2005. Tomislav Žigmanov: Biskup Budanović u zavičajnoj i nacionalnoj historiografiji (PDF)
- Zvonik  Arhivirana inačica izvorne stranice od 27. rujna 2007. (Wayback Machine)
- Zvonik Kako je sastavljen Budanovićev molitvenik
- Hrvatska riječ  Arhivirana inačica izvorne stranice od 27. rujna 2007. (Wayback Machine) Međunarodni znanstveni skup o biskupu Lajči Budanoviću
- Zvonik 40. obljetnica smrti
- Biskup Lajčo Budanović u totalitarnim režimima žrtva simbioze mađarskih državnih i crkvenih vlasti Glas Koncila.